# Frédéric Chopins barndom
Frédéric François Chopin (polsk: Fryderyk Franciszek Chopin eller sjældnere Szopen) (22. februar eller 1. marts 1810 – 17. oktober 1849) var en polsk komponist og klavervirtuos af polsk-fransk afstamning.
Chopins far, Nicolas Chopin, var en franskmand fra Lorraine. I 1787 var han indvandret til Polen i en alder af 16 år. Under Kościuszko-opstanden i 1794 gjorde han tjeneste i Warszawas byværn og blev udnævnt til løjtnant. I Frankrig var han blevet døbt Nicolas, men i Polen brugte han den polske variant af sit navn: Mikołaj. Selvom han var udlænding, faldt han efterhånden til og begyndte at betragte sig selv som polak.
Nicolas blev senere fransklærer for børn fra aristokratiske familier. En af disse familier hed Skarbek. Nicolas giftede sig med den fattige Justyna Krzyżanowska, der var beslægtet med familien Skarbek. De blev viet i landsbyen Brochóws kirke den 2. juni 1806. (Justynas bror blev senere far til den amerikanske unionsgeneral Włodzimierz Krzyżanowski).
Chopin var parrets andet barn og eneste søn. Deres ældste barn, Ludwika, blev senere hans første klaverlærer, og efter hans død sørgede hun for at sende hans hjerte hjem til Polen.
Chopin blev født i Żelazowa Wola 46 kilometer vest for Warszawa i Hertugdømmet Warszawa. En kirkebog, der blev fundet i 1892, angiver den 22. februar 1810 som hans fødselsdag; men selv anførte Chopin og hans familie den 1. marts som hans fødselsdag. Ifølge et brev, som Chopin skrev til formanden for Det Polske Litterære Selskab i Paris den 16. januar 1833, blev han ”født den 1. marts 1810 i landsbyen Żelazowa Wola i Masovien.”
Han blev døbt i Brochów påskesøndag den 23. april år 1810 i den samme kirke, som hans forældre var blevet gift i. I sogneregisteret er hans fornavne anført på latin, Fridericus Franciscus; på polsk blev han kaldt Fryderyk Franciszek. Hans gudfar var Fryderyk Skarbek (1792-1866), der var elev af Nicolas Chopin. Skarbek tegnede senere planerne til fængslet Pawiak, der under den tyske besættelse af Polen under 2. Verdenskrig blev en del af koncentrationslejren i Warszawa. Hans søn Józef Skarbek giftede sig i 1841 med Chopins forhenværende forlovede Maria Wodzińska.
I oktober 1810, da Chopin var syv måneder gammel, flyttede familien til Warszawa, hvor Nicolas Chopin var blevet tilbudt arbejde som fransklærer ved Warszawa Lyceum (en slags gymnasium). Gymnasiet havde til huse i Det Saksiske Palæ, og familien Chopin fik bopæl i nærheden af palæet. I 1817 skulle palæet inddrages til militære formål, så gymnasiet blev flyttet til Kazimierz-palæet, som også husede det nystiftede Warszawa Universitet. Familien flyttede ind i en rummelig lejlighed på anden sal i en nærliggende bygning. Chopin studerede ved Warszawa Lyceum fra 1823 til 1826.
Familien Chopins hjem emmede af polsk kultur og sprog, hvilket var en af grundene til, at Chopin aldrig lærte at tale flydende fransk, end ikke da han var i Paris. Biografen Louis Énault citerer George Sand for at have beskrevet Chopin som ”mere polsk end Polen.”
I familien Chopin var der mange med musikalske talenter. Chopins far spillede fløjte og violin; hans mor spillede klaver og underviste drenge i klaverspil. Af den grund blev Chopin fortrolig med musik i en ung alder.
Józef Sikorski, der var musiker og levede på samme tid som Chopin, skildrer i sine erindringer Wspomnienie Chopina, at Chopin græd af fryd som barn, når hans mor spillede klaver.
Da Chopin var seks år, gjorde han forsøg på at spille de melodier, han hørte, og udtænke nye. Hans storesøster Ludwika var den første til at undervise ham i klaverspil.
Chopins første professionelle klaverlærer var den tjekkiske Wojciech Żywny, der underviste ham fra 1816 til 1822. Chopins evner oversteg dog hurtigt Żywnys. Som syvårig begyndte den ”lille Chopin” ("Szopenek") at give offentlige koncerter, som fik hans publikum til at sammenligne ham med Mozart og Beethoven.
Samme år komponerede den syvårige Chopin to polonæser i henholdsvis g-mol og B-dur. Den første af disse blev udgivet af Fader Izydor Józef Cybulskis grafiske værksted. (Cybulski var kobberstikker, leder af organistskolen og en af de få musikudgivere i Polen). Den anden polonæse findes i et manuskript af Nicolas Chopin. Det blev sagt om disse små stykker, at de lå på højde med polonæser af førende polske komponister, heriblandt Michał Kleofas Ogiński. Chopins næste polonæse i As-dur, som han forærede Żywny i navnegave i 1821, bar præg af store fremskridt inden for harmoni, melodi og klaverteknik.
Omtrent på den tid overværede zar Alexander 1. af Rusland en af Chopins koncerter, da han var i Warszawa for at åbne Sejmen, det polske parlament.
Som dreng udviste Chopin stor begavelse. Han havde også humoristisk sans og en sjælden evne til at parodiere.
Ifølge en fortælling fra Chopins skoletid imponerede han en lærer ved at tegne et portræt af ham i en time.
En af Chopins legekammerater var søn af storfyrst Konstantin Pavlovitj af Kongrespolen. Chopin blev ofte inviteret til Belvedere-palæet i Warszawa, hvor han betog storfyrsten med sit klaverspil. (Få år senere, da Novemberopstanden brød ud, nåede storfyrsten akkurat at flygte fra palæet, da polske officerskadetter red op gennem Łazienki-parken for at tage ham til fange).
Chopins popularitet afspejles i Julian Ursyn Niemcewicz’ digt 'Nasze Verkehry' fra 1818, hvori den otteårige Chopin nævnes i en af dialogerne.
I 1820’erne, da Chopin studerede ved Warszawa Lyceum og byens konservatorium, tilbragte han alle sine ferier udenbys: i Szafarnia (i 1824 – muligvis første gang, han foretog en rejse på egen hånd); Duszniki (1826), Pomerania (1827) og Sanniki (1828).
Under sit ophold i landsbyen Szafarnia (hvor han besøgte Juliusz Dziewanowski, der var far til hans skolekammerat Dominik Dziewanowski) blev Chopin gjort bekendt med mange polske folkemelodier. Også på sine andre rejser rundt i landet lærte han mange folkemelodier, som han senere brugte som inspiration til nogle af sine værker. Fra Szafarnia sendte han mange breve hjem til sin familie, der morede sig over, hvordan han parodierede Warszawas aviser.
Ifølge en anekdote kunne Chopin få ustyrlige børn til at falde til ro ved at digte en historie for dem og spille en berceuse (vuggevise), hvorpå han vækkede dem igen med en øresønderrivende akkord.
- Brochów Kirke: "Her blev Fryderyk Chopin, født 22. februar 1810 i Żelazowa Wola, døbt den 23. april 1810."
- Chopins storesøster Ludwika.
- Szafarnia Palæ, hvor Chopin holdt ferie i 1824 og 1825.
- Wojciech Żywny (1829).